# إبراهيم تراوري
إبراهيم تراوري، ضابط عسكري من بوركينا فاسو ولد في عام 1988م وهو القائد المؤقت لبوركينا فاسو منذ 30 سبتمبر 2022، عندما أطاح بالرئيس المؤقت بول هنري سانداوغو داميبا خلال انقلاب سبتمبر 2022. في أعقاب الانقلاب مباشرة أعلن تراوري نفسه الرئيس الجديد الحركة الوطنية للحماية والإصلاح، في 06 أكتوبر 2022 تولى أيضًا منصب الرئيس المؤقت بصفته "رئيس الدولة، الرئيس الأعلى للقوات المسلحة". وعد بإجراء انتخابات ديمقراطية في يوليو 2024.

## النشأة
ولد إبراهيم تراوري في بوندوكو بمحافظة موهون عام 1988. بعد أن تلقى تعليمه الابتدائي في بوندوكو ، التحق بمدرسة ثانوية في بوبوديولاسو حيث اشتهر بكونه "هادئ" و "موهوب للغاية". منذ عام 2006 ، درس في جامعة واغادوغو حيث كان جزءًا من رابطة الطلاب المسلمين. تخرج في الجامعة مع مرتبة الشرف. انضم تراوري إلى جيش بوركينا فاسو في عام 2009 ، وسرعان ما بدأ في تسلق الرتب. أرسل إلى المغرب لتلقي تدريب مضاد للطائرات قبل نقله إلى وحدة مشاة في كايا ، وهي بلدة في شمال بوركينا فاسو.
رقي إلى رتبة ملازم أول في عام 2014 ، وانضم تراوري إلى بعثة الأمم المتحدة المتكاملة المتعددة الأبعاد لتحقيق الاستقرار في مالي ، وهي قوة حفظ سلام تابعة للأمم المتحدة تشارك في حرب مالي. في عام 2018 ، تم الاستشهاد به كواحد من جنود مينوسما الذين "أظهروا الشجاعة" خلال هجمات المتمردين الرئيسية في منطقة تومبوكتو. عاد بعد ذلك إلى بوركينا فاسو حيث ساعد في العمليات ضد التمرد الجهادي المتصاعد. قاتل تراوري في "هجوم أوتابوانو" عام 2019 والعديد من عمليات مكافحة التمرد الأخرى في شمال البلاد. رقي إلى رتبة نقيب في عام 2020.

## صعوده للسلطة
كان تراوري جزءًا من مجموعة ضباط الجيش الذين دعموا انقلاب بوركينا فاسو في يناير 2022 وأوصل المجلس العسكري للحركة الوطنية للحماية والإصلاح إلى السلطة. اعتبارًا من مارس 2022 ، شغل منصب رئيس فوج مدفعية في كايا. هناك تنازع فيما إذا كان مرتبطًا في أي وقت مضى بقوات "كوبرا" الخاصة ، وهي وحدة لمكافحة الإرهاب تأسست في عام 2019 . وفقًا لمصادر عديدة مثل بي بي سي والجزيرة ودي تاغيستسايتونغ ، فقد كان جزءًا من الوحدة في مرحلة ما. ومع ذلك ، ذكرت المجلة الإخبارية جون أفريك أنه لم يكن مرتبطًا أبدًا بـ "الكوبرا".
أصبح العديد من مؤيدي انقلاب يناير غير راضين عن أداء بول هنري سانداوغو داميبا ، زعيم المجلس العسكري ، فيما يتعلق بعدم قدرته على احتواء التمرد الجهادي. ادعى تراوري فيما بعد أنه وضباط آخرين حاولوا إقناع داميبا بـ "إعادة التركيز" على التمرد ، لكنهم اختاروا الإطاحة به في نهاية المطاف لأن "طموحاته كانت تنحرف بعيدًا عما شرعنا في القيام به". وكان الاستياء من الوضع أعلى بين الضباط الأصغر سنا الذين قاتلوا المتمردين على الخطوط الأمامية. بالإضافة إلى ذلك ، كان هناك تأخير في دفع رواتب قوات "كوبرا". عندما أطلق المتآمرون انقلابهم في 30 سبتمبر ، كان تراوري ما يزال يحمل رتبة نقيب. نفذت العملية بدعم من وحدة "كوبرا". في أعقاب الانقلاب مباشرة ، أعلن تراوري نفسه الرئيس الجديد للحركة الوطنية للحماية والإصلاح. في 6 أكتوبر ، تولى أيضًا منصب الرئيس المؤقت بصفته "رئيس الدولة ، الرئيس الأعلى للقوات المسلحة". ووعد بإجراء انتخابات ديمقراطية في يوليو 2024.

## الرئاسة
في فبراير 2023 ، طردت حكومة تراوري القوات الفرنسية التي كانت تساعد في محاربة التمرد المحلي من بوركينا فاسو. وأعلن لاحقًا أننا "نريد حقًا النظر إلى آفاق أخرى ، لأننا نريد شراكات مربحة للجانبين" ، ودعم تنويع شراكات بوركينا فاسو الدولية. بعد فترة وجيزة ، أعربت حكومة تراوري عن دعمها لاتحاد مع مالي ودعت كلاهما غينيا. جميع البلدان الثلاثة تحت قيادة عسكرية ، وإذا أصبحت اتحادًا ، فستكون أكبر دولة يحكمها المجلس العسكري. في أبريل ، أعلن عن "تعبئة عامة" للسكان لدعم الجيش ، حيث واصلت قوات المتمردين زيادة معدل هجماتهم. في الشهر التالي ، شكك تراوري في إعادة الديمقراطية المخطط لها لعام 2024 ، مشيرًا إلى أنه لا يمكن إجراء الانتخابات ما لم يتم صد المتمردين وتحسن الوضع الأمني.

### تعاونه مع روسيا
وفقًا لرويترز ونيويورك تايمز، يُشتبه في أن تراوري على صلة بمجموعة فاغنر المرتزقة الروسية بسبب تعبيرها عن وجهات نظر معادية لفرنسا ومؤيدة لروسيا. مع استيلاء تراوري على واغادوغو، عاصمة البلاد، هتف المؤيدون، ولوح البعض بالأعلام الروسية. زعمت حكومة غانا علناً أن تراوري بدأ التعاون مع مجموعة فاغنر في أعقاب الانقلاب على الرئيس المخلوع بول هنري سانداوغو، حيث جند المرتزقة ضد المتمردين الجهاديين. ونفى تراوري ذلك، مدعياً أن "فاغنر لدينا هي VDP"، في إشارة إلى متطوعين من أجل الدفاع عن الوطن. في 29 يوليو 2023 ، عقب القمة الروسية الإفريقية 2023، قال تراوري إن شعب بلاده يدعم روسيا، وأبلغ أنه اتخذ قرار بإعادة فتح السفارة الروسية بعد إغلاقها في عام 1992.